# Петропавловка (Коломакский район)
Петропавловка (укр. Петропавлівка), село, 
Шелестовский сельский совет,
Коломакский район,
Харьковская область.
Код КОАТУУ — 6323281007. Население по переписи 2001 года составляет 69 (34/35 м/ж) человек.

## Географическое положение
Село Петропавловка примыкает к селу Григоровка, на расстоянии в 2 км расположено село Шелестово.

## История
- 1775 — дата основания.

## Экономика
- Молочно-товарная и овце-товарная фермі.
- Страусиная ферма - занимается разведением страусов.
- Мобильная связь.

## Объекты социальной сферы
- Клуб.

## Достопримечательности
- Братская могила советских воинов.